# Halina Rządkowska-Bodalska
Halina Stefania Rządkowska-Bodalska (ur. 18 czerwca 1927 w Łękach Wielkich, zm. 15 listopada 2020) – polska farmaceutka, prof. dr hab.

## Życiorys
Obroniła pracę doktorską, następnie uzyskała stopień doktora habilitowanego. W 1979 nadano jej tytuł profesora w zakresie nauk farmaceutycznych. Pracowała w Katedrze i Zakładzie Farmakognozji na Wydziale Farmaceutycznym z Oddziałem Analityki Medycznej Akademii Medycznej im. Piastów Śląskich. W latach 1976–1981 pełniła funkcję dziekana tego wydziału.
Zmarła 15 listopada 2020. Pochowana na Cmentarzu św. Wawrzyńca we Wrocławiu.

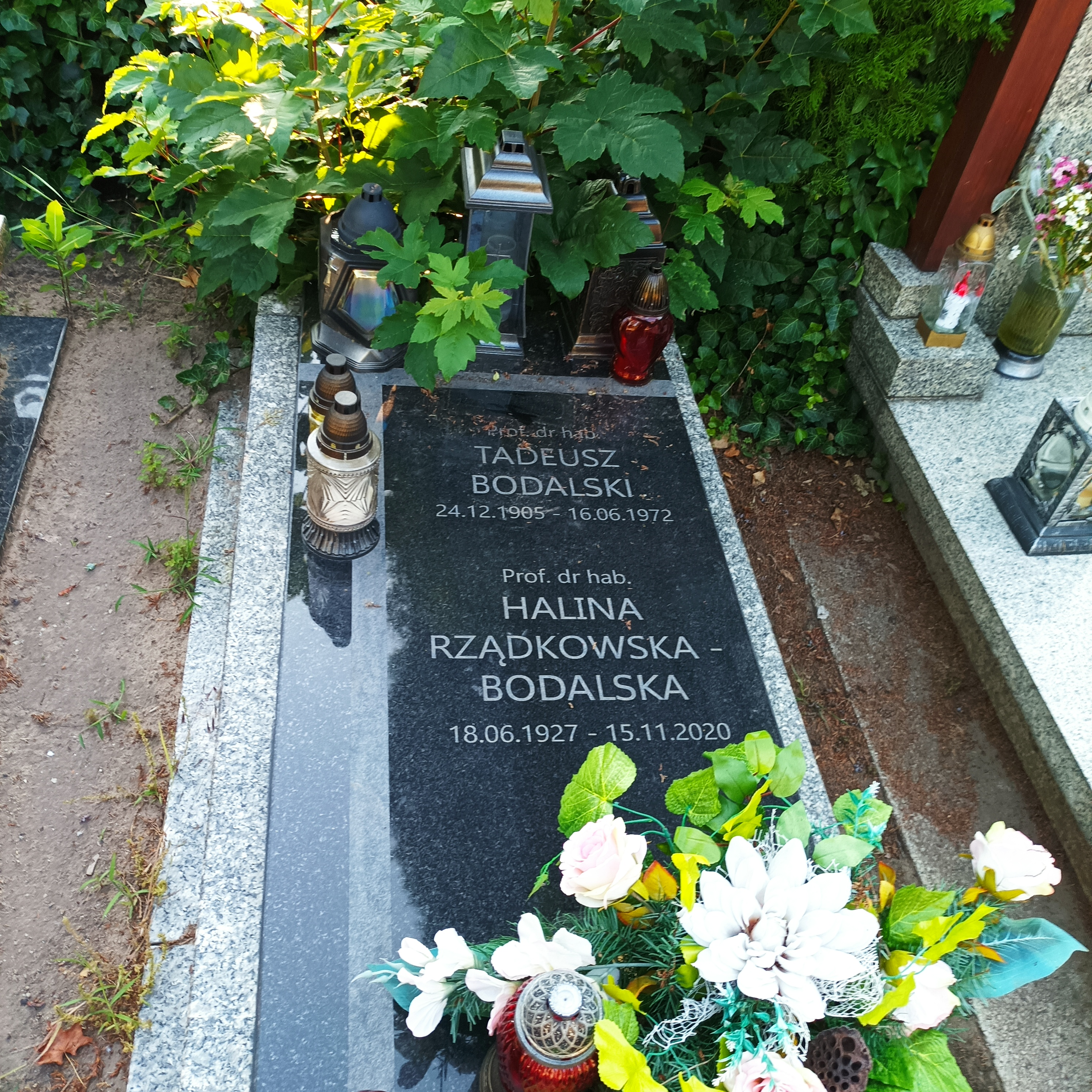
Grób prof. Tadeusza Bodalskiego i prof. Haliny Rządkowskiej na Cmentarzu św. Wawrzyńca we Wrocławiu